# Leica M4
La Leica M4 è una macchina fotografica della Leica, presentata nel 1967 con l'esemplare nº 1175000. È stata costruita per 9 anni, ossia fino al 1975 con l'apparecchio 1443170, in un totale di 58904 esemplari.

## Caratteristiche
- Pezzi prodotti: 47190 cromate, 100 cromate canadesi, 4889 nere verniciate, 4070 nere cromate, 1750 nere canadesi, 905 Mot
- Finitura: cromata e nera
- Leva di carica: ad un tempo
- Selettore focali: per 35 e 135 mm, 50 mm, 90 mm
- Tempi: 1 sec, 1/2, 1/4, 1/8, 1/15, 1/30, 1/50 (sincro-flash), 1/60, 1/125, 1/250, 1/500, 1/1000 +B
- Pressa pellicola: in metallo
- Autoscatto: sì
- Predisposizione per il winder: solo nei modelli M4M e M4Mot
- Occhielli per cinghia: tondi (fino al 1973 cromati per tutte le versioni; dopo il 1973 neri per le versioni nere)

La Leica M4 riunisce in sé il meglio dei precedenti modelli, combinando nel mirino le cornici di delimitazione del campo e correzione automatica della parallasse per le focali 35 e 135 (appaiono contemporaneamente) 50 e 90. Per la prima volta su una Leica il comando per il riavvolgimento della pellicola è costituito da un manettino inclinato con braccetto pieghevole, in luogo dello scomodo bottone estraibile usato fino ad allora. Altri cambiamenti estetici sono costituiti dalle levette di autoscatto e preselezione focali con forma rettangolare e colore nero, la leva di carica foggia, divenendo snodata e con l'ultimo tratto rivestito in plastica. Il contapose ed il bottone dei tempi, invece, rimangono come sulla Leica M3. I cambiamenti estetici sono dettati, oltre che da ragioni commerciali, anche dalla volontà di rendere la macchina sempre al passo coi tempi. All'interno, il sistema di caricamento pellicola a tre scanalature rende l'inserimento del film molto più pratico e rapido del precedente a rocchetto estraibile. Viene modificato anche il pressapellicola fissato al fondello mobile.
Era acquistabile cromata e nera, verniciata o cromata. Un limitato numero di esemplari fu costruito in Canada. Esisteva, poi, la versione motorizzata M4Mot o M4M, esclusivamente nera, modificata nei contatti elettrici e meccanici per poter essere accoppiata al motore elettrico americano. 
Una serie appositamente marcata fu costruita per l'esercito americano.
Nel 1975 fu costruita una versione speciale per celebrare i 50 anni di produzione della Leica, decorata col logo speciale commemorativo.
La Leica M4 è l'ultima Leica a telemetro che incorpora l'autoscatto, eliminato nei successivi modelli a partire dalla M4-2.

## Particolarità
La produzione della Leica M4 cessò dopo qualche tempo l'entrata in commercio, nel 1971, della M5. Nonostante questo, si sentì il bisogno di rimettere in produzione il modello, ma solo in versione nera cromata. Nel 1975 le vendite delle macchine a telemetro erano in declino, complice anche la M5, che aveva alquanto deluso le aspettative, e così la Leitz decise di terminare definitivamente la produzione della M4. Questo causò, in breve tempo, una pioggia di lamentele a Wetzlar, perché tutto il mondo fotografico, dagli appassionati ai professionisti, era indignato, se non infuriato, per la decisione avventata, tanto che la casa fu costretta a tornare sui suoi passi, riattivando la produzione, nello stabilimento canadese, della M4, che rappresentava, al tempo, la migliore macchina 24x36 mm sotto il profilo costruttivo, meccanico ed ottico. Il modello rimesso in vendita, la Leica M4-2, tuttavia, costituiva un derivato, poiché l'intero progetto doveva essere modificato per abbattere i costi, in modo da essere competitivo con i prezzi della concorrenza giapponese: venne tolto l'autoscatto, fu aggiunta la predisposizione per il Leicavit o il winder, il contatto caldo, e rivisto completamente il sistema di montaggio, con la riduzione dei pezzi e la sostituzione di altri. Questo causò alle prime centinaia di apparecchi prodotti una serie di problemi, che però vennero prontamente rivisti, tanto che si può affermare che la M4-2 appartiene a pieno titolo alla genia della M4.

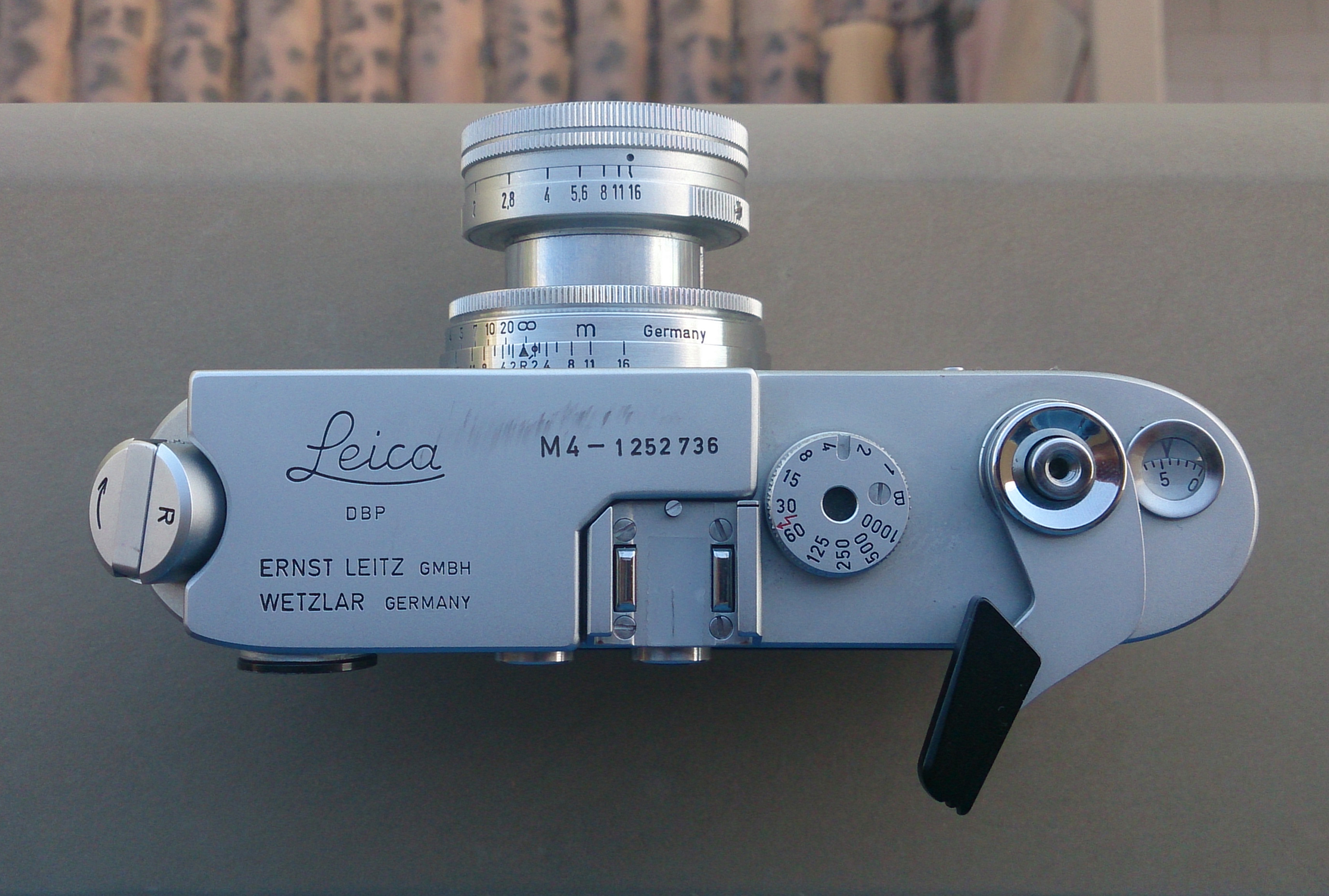
Vista superiore
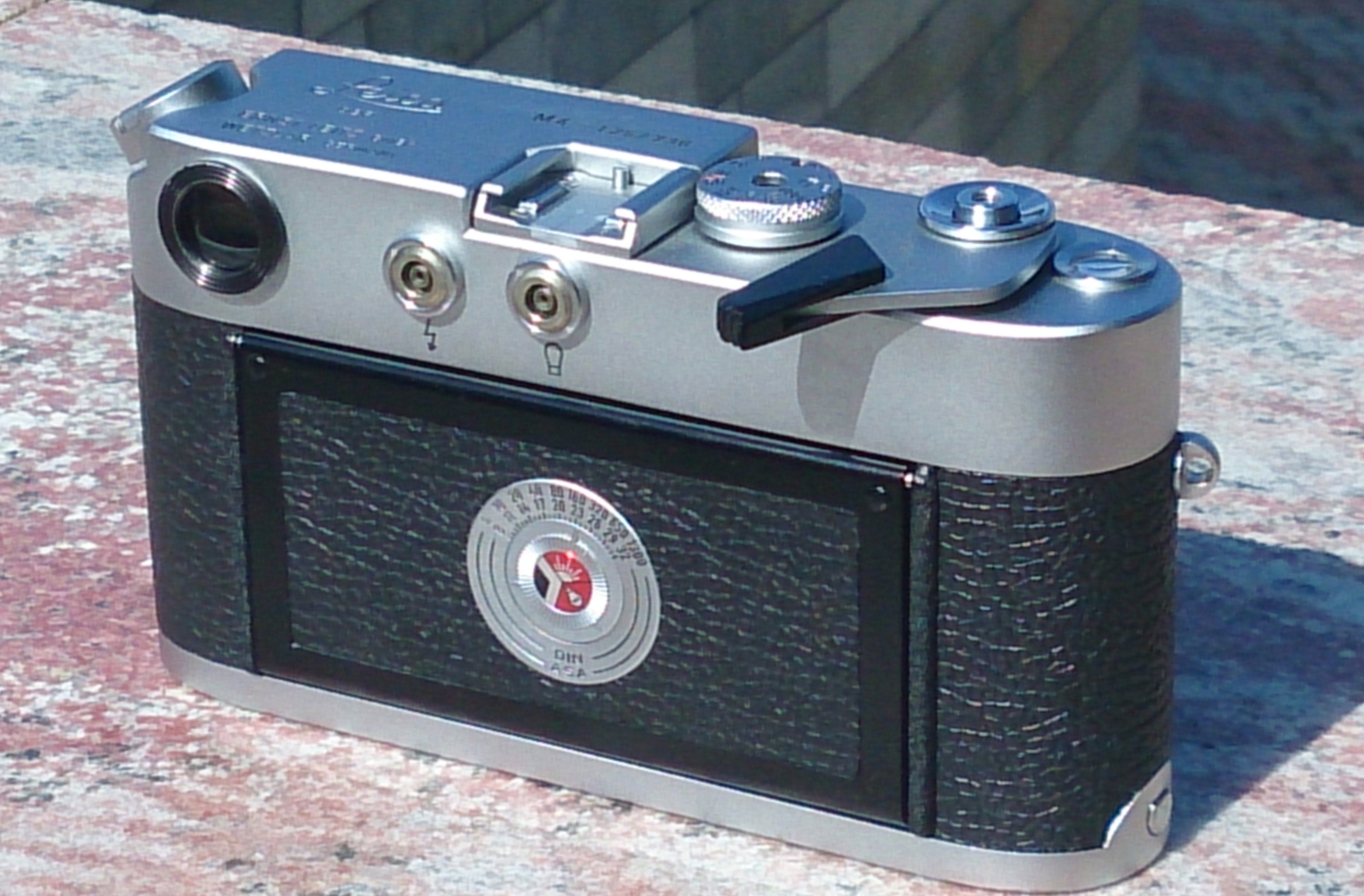
Vista posteriore
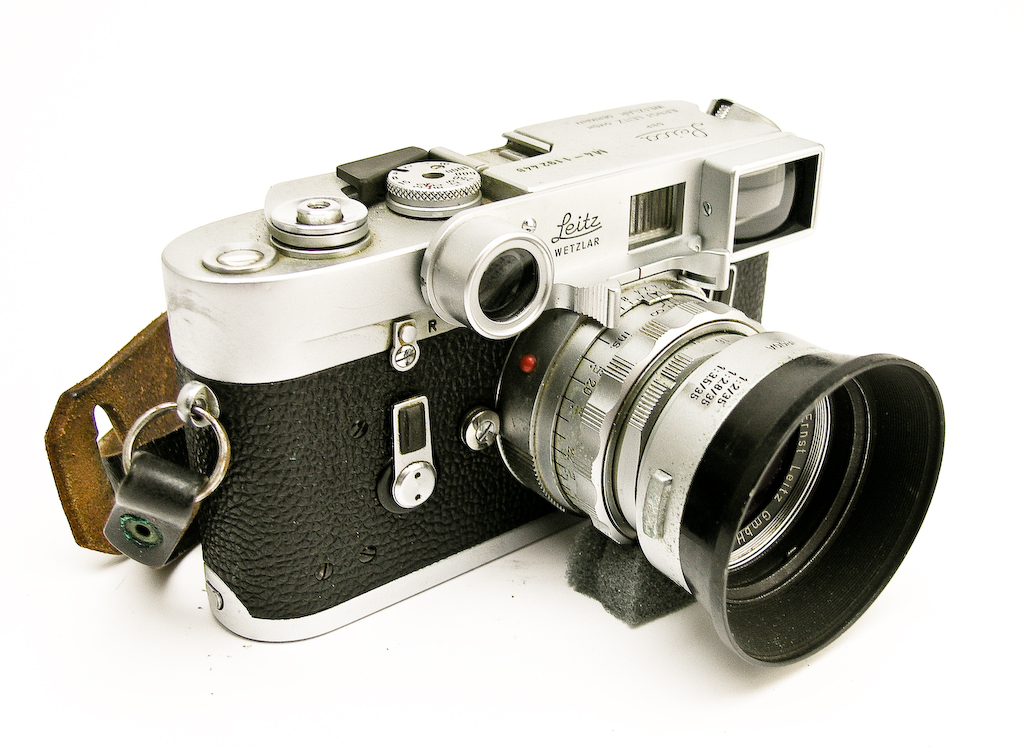
Una M4 con obiettivo munito di occhialini

## Indici di rarità
Nel mercato del collezionismo la M4 prima versione è la più ricercata, soprattutto nella versione Black Paint, che veniva prodotta in lotti estremamente limitati ad uso dei professionisti, la cui verniciatura si usura e negli angoli appare l'ottone del corpo macchina.
Secondo Ghester Sartorius, gli indici di rarità possono essere così definiti:
- M4 cromata: C
- M4 nera verniciata: R+
- M4 nera Canada: RR
- M4 cromata Canada: RRR
- M4Mot o M4M: RR+